# The Voice of the Wretched
The Voice of the Wretched – płyta koncertowa brytyjskiego zespołu My Dying Bride wydana 21 maja 2002 roku przez wytwórnię płytową Peaceville. Koncert został zarejestrowany 4 marca 2001 roku w klubie 013 w Tilburgu w Holandii.

## Lista utworów
| Nr  | Tytuł utworu                             | Długość |
| --- | ---------------------------------------- | ------- |
| 1.  | „She Is the Dark”                        | 8:40    |
| 2.  | „Turn Loose the Swans”                   | 10:02   |
| 3.  | „The Cry of Mankind”                     | 6:33    |
| 4.  | „The Snow in My Hand”                    | 6:33    |
| 5.  | „A Cruel Taste of Winter”                | 6:52    |
| 6.  | „Under Your Wings and into Your Arms”    | 5:28    |
| 7.  | „A Kiss to Remember”                     | 6:55    |
| 8.  | „Your River”                             | 9:06    |
| 9.  | „The Fever Sea”                          | 4:13    |
| 10. | „Symphonaire Infernus et Spera Empyrium” | 10:35   |
|     |                                          | 1:14:57 |

## Twórcy
- Aaron Stainthorpe – śpiew, oprawa graficzna albumu
- Andrew Craighan – gitara
- Hamish Glencross – gitara
- Adrian Jackson – gitara basowa
- Shaun Steels – perkusja
- Yasmin Ahmed – instrumenty klawiszowe (muzyk sesyjny)